# Tencent Weibo
Tencent Weibo (chiń. 腾讯微博) – chiński serwis internetowy o charakterze platformy mikroblogowej, umożliwiający udostępnianie krótkich wiadomości tekstowych. Funkcjonował w latach 2010–2020.
W listopadzie 2011 roku serwis liczył ponad 300 mln zarejestrowanych użytkowników.